# Vương quốc Phần Lan (1918)
Vương quốc Phần Lan (tiếng Phần Lan: Suomen kuningaskunta; tiếng Thụy Điển: Kungadömet Finland) là một "vương quốc" ngắn ngủi tồn tại sau Tuyên bố Độc lập của Phần Lan khỏi Nga vào tháng 12 năm 1917 và Nội chiến Phần Lan từ tháng 1 năm 1918 đến tháng 5 cùng năm. Những người Bạch vệ ở Phần Lan sau khi giành được chiến thắng tại Nghị viện Phần Lan đã bắt đầu quá trình biến Phần Lan thành một vương quốc và tạo ra một chế độ quân chủ. Do sự sụp đổ của Đế quốc Nga và sự hùng mạng của Đế quốc Đức, những người Bạch vệ Phần Lan đã lựa chọn và bầu Vương tử Friedrich Karl von Hessen của Đức lên làm vua Phần Lan. Tuy vương quốc hợp pháp này tồn tại trong hơn một năm do một nhiếp chính đứng đầu, nhà vua được bầu không bao giờ trị vì cũng như không đến Phần Lan sau thất bại của Đức trong Thế chiến thứ nhất, và chiến thắng của Đảng Cộng hoà Phần Lan trong các cuộc bầu cử tiếp theo đã dẫn đến việc nước này trở thành một nước cộng hoà.
Trong Nội chiến Phần Lan năm 1918, những người Cộng sản Phần Lan có quan hệ thân thiện với nước Nga Xô viết đã chiến đấu với những người Bạch vệ Phần Lan liên minh với Đế quốc Đức. Viện trợ trực tiếp từ Sư đoàn biển Baltic của Đức đã hỗ trợ phe Bạch vệ chiến thắng trong cuộc chiến. Chính phủ lâm thời được thành lập sau khi Đại công quốc Phần Lan tuyên bố độc lập, nghiêng nhiều về phía cánh hữu Phần Lan và bao gồm một số người theo chủ nghĩa quân chủ. Quốc hội đã vạch ra kế hoạch thành lập một chế độ quân chủ Phần Lan dựa trên lý thuyết pháp lý rằng Hiến pháp Thụy Điển năm 1772 vẫn còn hiệu lực, nhưng đã có một quốc gia mở rộng không có quốc vương nào lên ngôi. Vương tử Friedrich Karl von Hessen của Đức được quốc hội Phần Lan bầu lên ngai vàng vào ngày 9 tháng 10 năm 1918, nhưng ông không bao giờ nhận chức vụ này cũng như không đi đến Phần Lan. Ngay sau cuộc bầu cử, các nhà lãnh đạo Phần Lan cũng như người dân đã hiểu ra hoàn cảnh nghiêm trọng mà các đồng minh Đức của họ đang gặp phải, và sự khôn ngoan của việc bầu một vương tử Đức, nhà lãnh đạo mới của họ khi nước Đức sắp thua trong Thế chiến thức nhất đã được đặt ra nghi vấn. Bản thân nước Đức trở thành một nước cộng hòa và phế truất Hoàng đế Wilhelm II, đồng thời ký hiệp định đình chiến với Đồng minh vào tháng 11 năm 1918. Các cường quốc phương Tây chiến thắng đã thông báo cho chính phủ Phần Lan rằng nền độc lập của Phần Lan sẽ chỉ được công nhận nếu nước này từ bỏ liên minh với Đức. Kết quả là vào tháng 12 cùng năm, vua Friedrich Karl từ bỏ ngai vàng và Sư đoàn biển Baltic rút khỏi Phần Lan. Trong cuộc bầu cử tháng 3 năm 1919, với việc những người theo chủ nghĩa xã hội và cánh tả Phần Lan có thể bỏ phiếu, những người cộng hòa đã giành được chiến thắng giòn giã. Địa vị nước cộng hòa của Phần Lan đã được xác nhận trong Hiến pháp Phần Lan năm 1919.

## Lịch sử

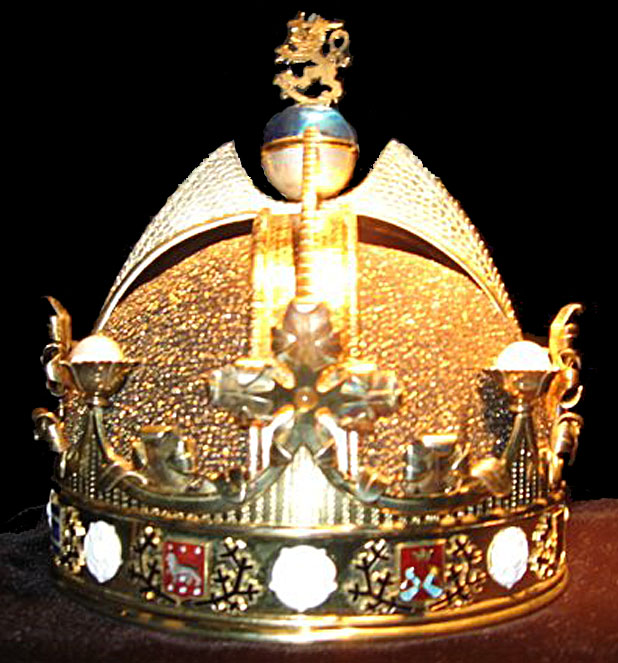
Bản sao của vương miện được thiết kế dành cho quốc vương Phần Lan. Vương miện thật chưa bao giờ được chế tạo, bản sao này được làm từ bản vẽ ban đầu vào những năm 1980 http://www.kemi.fi/jalokivigalleria/index.php?id=29 Histdoc.net Viitattu 12.11.2011.